# 曼谷文华东方酒店
曼谷文华东方酒店（英語：Mandarin Oriental, Bangkok）是文華東方酒店集團旗下的两座旗舰酒店之一，位于泰國曼谷挽叻縣昭披耶河岸边。以服务著称，被多项旅游刊物评选为优良酒店。。2022年 Travel + Leisure 将其评选为全球第84名最佳酒店
1879年东方酒店开业，为泰国第一座酒店。